# Charles Smith Hyman
Hon. Charles Smith „C. S.“ Hyman, PC (* 31. August 1854 in London, Westkanada; † 9. Oktober 1926) war ein kanadischer Fabrikant, Tennisspieler und Politiker der Liberalen Partei Kanadas, der unter anderem zwischen 1891 und 1892 und erneut von 1900 bis 1907 Mitglied des Unterhauses sowie zeitweise Minister im achten kanadischen Kabinett war. Als Tennisspieler gewann er 1884 sowie von 1886 bis 1889 vier Mal in Folge das Einzel der „Canada National Championships“, der heutigen Kanada Masters und war damit 100 Jahre lang der Spieler mit den meisten Titeln bei diesem Turnier.

## Leben
Charles Smith Hyman besuchte die Hellmuth Academy in seiner Geburtsstadt London und gründete dort 1874 mit seinem Vater Ellis Walton Hyman eine Schuhfabrik. Er begann seine politische Laufbahn für die Liberale Partei Kanadas in der Kommunalpolitik und war zunächst zwischen 1882 und 1883 Beigeordneter (Alderman), ehe er vom 1. Januar bis zum 31. Dezember 1884 Bürgermeister von London war.
Neben seiner unternehmerischen und politischen Tätigkeit war Hyman zudem ein erfolgreicher kanadischer Tennisspieler seiner Zeit. Nachdem er 1883 dem US-Amerikaner Charles H. Farnum unterlegen war, gewann er 1884 gegen Alexander C. Galt erstmals das Einzel der „Canada National Championships“, der heutigen Kanada Masters. Er gewann schließlich von 1886 bis 1889 vier Mal in Folge das Einzel dieser Tennismeisterschaft und war mit fünf Einzelsiegen der erfolgreichste Spieler bei diesem Turnier, ehe Ivan Lendl mit seinen sechs Siegen (1980, 1981, 1983, 1987, 1988, 1989) einhundert Jahre später diesen Rekord ablöste. Er gewann außerdem die Doppeltitel der Canadian Open 1886 mit Isidore F. Hellmuth und 1889 mit R. S. Holz. 1890 gehörte er zu den zwölf Gründungsdelegierten des nationalen Tennisverbandes Canadian Lawn Tennis Association und wurde zu dessen ersten Präsidenten gewählt.
Während dieser Zeit kandidierte C. S. Hyman bei der Unterhauswahl am 22. Februar 1887 für die Liberale Partei Kanadas im Wahlkreis „London“, verpasste aber mit 1974 Stimmen den Einzug ins Unterhaus. Bei der darauf folgenden Wahl am 5. März 1891 wurde er mit 2037 Stimmen im Wahlkreis „London“ zum Mitglied des Unterhauses gewählt und konnte sich dabei gegen den bisherigen Wahlkreisinhaber und bisherigen Landwirtschaftsminister John Carling von der Konservativen Partei Kanadas durchsetzen, auf den 1854 Stimmen entfielen. Die Wahl wurde allerdings für ungültig erklärt und bei der dadurch notwendigen Nachwahl am 26. Februar 1892 gewann Carling mit 2531 Stimmen gegen Hyman, der 2422 Stimmen erhielt. Er kandidierte für die Liberalen auch bei der Unterhauswahl am 23. Juni 1896 im Wahlkreis „London“, unterlag aber mit 2284 Stimmen dem Konservativen Thomas Beattie, der 2325 Stimmen bekam. Bei der darauf folgenden Unterhauswahl am 7. November 1900 besiegte er dann wiederum mit 2812 Stimmen Beattie (2265 Stimmen) und zog damit wieder als Abgeordneter für den Wahlkreis „London“ ins Unterhaus ein.
Am 5. Februar 1904 wurde Hyman zunächst als Minister ohne Geschäftsbereich in das achte kanadische Kabinett unter Premierminister Wilfrid Laurier berufen und bekleidete dieses Amt bis zum 21. Mai 1905. Am 22. Mai 1905 erfolgte seine Ernennung zum Minister für öffentliche Arbeiten im achten Kabinett als Nachfolger von James Sutherland. Dieses Ministeramt bekleidete er bis zu seinem Rücktritt aus gesundheitlichen Gründen am 29. August 1907, woraufhin William Pugsley am 30. August 1907 neuer Minister für öffentliche Arbeiten wurde. Aufgrund seiner Berufung zum Kabinettsminister am 22. Mai 1905 war formell eine Nachwahl im Wahlkreis „London“ notwendig, die er am 13. Juni 1905 mit 4581 Stimmen gewann.
Am 11. April 1907 verzichtete C. S. Hyman auf sein Unterhausmandat. Die dadurch notwendige Nachwahl im Wahlkreis „London“ am 29. Oktober 1907 gewann wiederum der Konservative Thomas Beattie mit 3209 Stimmen. Während seiner langjährigen Unterhauszugehörigkeit war er in der siebten (1891 bis 1892), neunten (1900 bis 1904) und zehnten Legislaturperiode (1904 bis 1907) unter anderem mehrfach Mitglied der Ständigen Ausschüsse für Bankwesen und Handel, öffentliche Finanzen und Eisenbahnen, Kanäle und Telegraphenlinien.